# جوردان مورغان
جوردان مورغان (بالإنجليزية: Jordan Morgan)‏ مواليد 15 سبتمبر 1991، هو لاعب كرة سلة أمريكي. بدأ مسيرته الاحترافية في سنة 2014. يبلغ طوله 6 قدم 8 بوصة (2.0 م).

## المسيرة الاحترافية
لعب مع فيرتوس روما في الدوري الإيطالي في موسم 2014–2015، ثم لعب مع باريس لوفالوا في الدوري الفرنسي في سنة 2016، ثم لعب مع كانتون شارج في سنة 2016.

## روابط خارجية
- جوردان مورغان على موقع الدوري الأوروبي لكرة السلة (الإنجليزية)
- جوردان مورغان على موقع كرة السلة الأوروبية.كوم (الإنجليزية)
- جوردان مورغان على موقع كلية كرة السلة في سبورتس رفرنس.كوم (الإنجليزية)
- جوردان مورغان على موقع ريلجم (الإنجليزية)
- جوردان مورغان على موقع بروبوليرز (الإنجليزية)
- جوردان مورغان على موقع سبورتس رفرنس (الإنجليزية)
- جوردان مورغان على موقع سبورتس رفرنس (الإنجليزية)